# Pleystein
Pleystein – miasto w Niemczech, w kraju związkowym Bawaria, w rejencji Górny Palatynat, w regionie Oberpfalz-Nord, w powiecie Neustadt an der Waldnaab, siedziba wspólnoty administracyjnej Pleystein. Leży w Lesie Czeskim, około 20 km na południowy wschód od Neustadt an der Waldnaab, przy granicy z Czechami i autostradzie A6 i drodze B14.

## Zabytki
- Klasztor z kościołem pw. św. Krzyża (Heiligkreuz), miejsce pielgrzymek
- Kościół parafianly pw. św. Zygmunta (St. Sigismund)
- pomnik wojenny z kolumną
- statua św. Jana Nepomucena
- Kościół pw. św. Ulryka (St. Ulrich) w dzielnicy Burkhardsrieth
- Muzeum (Stadtmuseum)